# Olšany (Olomouc)
Olšany é uma comuna checa localizada na região de Olomouc, distrito de Šumperk.